# Beleg van Mainz (1793)
Bij het Beleg van Mainz (14 april - 23 juli 1793) veroverde een coalitieleger van Pruisische, Oostenrijkse en andere Duitse troepen de stad Mainz op de Franse revolutionairen, die zich er verschanst hadden en de eerste Duitse democratie steunden. De coalitietroepen, in het bijzonder de Pruisen, gelegerd in Marienborn, probeerden aanvankelijk te onderhandelen, maar dit mislukte. Het bombardement op de stad begon op 17 juni; de bombardementen van 26 en 27 juni hebben veel gebouwen, waaronder veel kerken, zoals de Dom van Mainz en paleizen beschadigd.
De bombardementen leidden tot spanningen tussen de Franse troepen in de stad, de burgers, de middenstand en het dagelijks bestuur. Dit nieuwe bestuur werd door de Fransen dan ook op 13 juli afgezet, wat de onrust onder de bevolking nog meer aanwakkerde. Omdat er geen Frans leger in de buurt was dat ontzetting kon bewerkstelligen, was de Franse bevelhebber Ervoil d'Oyré, mede door de onrust in de stad, gedwongen om op 17 juli onderhandelingen over de overgave van de stad te starten. De Fransen verkregen een vrije aftocht met behoud van wapens, eigendommen en proviand, en beloofden als tegenprestatie gedurende een jaar niet te strijden tegen de coalitiemogendheden. Zes dagen later, op 23 juli, werd de stad officieel overgedragen aan de coalitietroepen. Mainz kreeg een Pruisische bevelhebber. Na de overgave van de stad trokken de bijna 19.000 Fransen in verscheidene kolonnes naar de Franse grens onder begeleiding van Pruisische eenheden. Bij het verlaten van Mainz zongen de Franse soldaten heel langzaam de Marseillaise. In Frankrijk werden ze ingezet tegen de royalisten in de Vendée, die in maart in opstand waren gekomen.
Het beleg van Mainz wordt gezien als een van de eerste mediacircussen in de geschiedenis. Veel mensen en journalisten kwamen kijken naar het schouwspel dat zich in en rond de stad afspeelde. Ook Goethe, die tussen 12 mei en 22 augustus aanwezig was bij het beleg van de stad, heeft zijn observaties vastgelegd in een fictief dagboek. Volgens hem was de wereldgeschiedenis een nieuwe fase ingegaan en zouden de Fransen hun revolutionaire kalender met de gebeurtenissen hebben laten ingaan.
Nederlanden: Marquain · Rijsel (1792) · Jemappes · Namen (1792) · Maastricht (1793) · Breda · Aldenhoven (1793) · Neerwinden · Raimes · Famars · Aarlen · Valencijn · Duinkerke · Hondschote · Menen ·  Wattignies · Moeskroen · Tourcoing · Doornik · Erquelinnes · Gosselies · Ieper · Hooglede · Fleurus · Boxtel · Sprimont · Maastricht (1794) · 's-Hertogenbosch · Aldenhoven (1794) · Puiflijk · Nijmegen · Luxemburg · Den Helder · Camperduin

Rijnfront: Verdun · Thionville · Valmy · Mainz (1792) · Mainz (1793) · Vogezen/Tripstadt · Mainz (1795) · Amberg · Würzburg

Italiaans front: Genua · Hyères · Rovereto · Bassano · Montenotte · Dego · Lodi · Arcole · Rivoli

Overige fronten (Vendée, Spanje): Fontenay-le-Comte · Toulon · Cholet · Luçon · Truillas · Boulou · San Lorenzo · Santa Cruz · Kaap Sint-Vincent
West-Indië: Guadeloupe · Martinique